# Contz-les-Bains
Contz-les-Bains település Franciaországban, Moselle megyében. Lakosainak száma 524 fő (2022. január 1.). Contz-les-Bains Haute-Kontz, Rettel és Sierck-les-Bains községekkel határos.

## Népesség
A település népességének változása:
| Lakosok száma | 469  | 450  | 452  | 502  | 474  | 497  | 508  | 510  | 514  | 524  |
|               | 1968 | 1982 | 1990 | 2006 | 2013 | 2015 | 2017 | 2019 | 2020 | 2022 |